# Захаринская
Захаринская — деревня в Ленском районе Архангельской области. Входит в состав Козьминского сельского поселения.

## География
Находится в юго-восточной части Архангельской области на расстоянии приблизительно 1 км на юго-запад по прямой от села Лена.

## История
В 1859 году здесь (деревня Яренского уезда Вологодской губернии) было учтено 10 дворов.

## Население
Численность населения: 73 человека (1859 год), 2 (русские 100 %) в 2002 году, 0 в 2010.